# Dobriec
Dobriec (ros. Добрец) – wieś w Rosji, w rejonie szeksnińkim obwodu wołogodzkiego. W 2010 r. liczyła 43 mieszkańców.